# David Popovici
David Popovici (Boekarest, 15 september 2004) is een Roemeense zwemmer. Hij vertegenwoordigde zijn vaderland op de Olympische Zomerspelen 2020 in Tokio.

## Carrière
Bij zijn internationale debuut, op de Europese kampioenschappen zwemmen 2020 in Boedapest, eindigde Popovici als zesde op de 100 meter vrije slag, daarnaast werd hij uitgeschakeld in de series van zowel de 50 als de 200 meter vrije slag. Tijdens de Olympische Zomerspelen van 2020 in Tokio eindigde Popovici als vierde op de 200 meter vrije slag en als zevende op de 100 meter vrije slag, op de 50 meter vrije slag strandde hij in de series. Op de Europese kampioenschappen kortebaanzwemmen 2021 in Kazan veroverde hij de Europese titel op de 200 meter vrije slag, daarnaast werd hij uitgeschakeld in de halve finales van de 100 meter vrije slag en in de series van de 400 meter vrije slag. In Abu Dhabi nam Popovici deel aan de wereldkampioenschappen kortebaanzwemmen 2021. Op dit toernooi strandde hij in de series van zowel de 200 als de 400 meter vrije slag.
Tijdens de wereldkampioenschappen zwemmen 2022 in Boedapest werd Popovici wereldkampioen op zowel de 100 als de 200 meter vrije slag. Hiermee was hij de eerste zwemmer in 49 jaar die op hetzelfde WK beide nummers kon winnen. Twee maanden later werd hij op deze beide afstanden ook Europees kampioen. Popovici won de finale van de 100 meter vrije slag in een tijd van 46,86 seconden, een verbetering van het vorige wereldrecord van César Cielo uit 2009.  Popovici was hiermee de jongste zwemmer die een wereldrecord kon zwemmen sinds Michael Phelps. Popovici kwalificeerde zich met een vierde tijd ook nog voor de finale van de 400 mter vrije slag, maar hij nam niet deel aan de finale.

## Internationale toernooien
| Jaar | Olympische Spelen                                        | WK langebaan                              | WK kortebaan                                               | EK langebaan                                                                           | EK kortebaan |
| ---- | -------------------------------------------------------- | ----------------------------------------- | ---------------------------------------------------------- | -------------------------------------------------------------------------------------- | --- |
| 2020 | Geen toernooien vanwege de coronapandemie                | Geen toernooien vanwege de coronapandemie | Geen toernooien vanwege de coronapandemie                  | Geen toernooien vanwege de coronapandemie                                              | Geen toernooien vanwege de coronapandemie                                                                        |
| 2021 | 40e 50m vrije slag 7e 100m vrije slag 4e 200m vrije slag |                                           | 14e 200m vrije slag 32e 400m vrije slag                    | 24e 50m vrije slag 6e 100m vrije slag 20e 200m vrije slag                              | 10e 100m vrije slag · 200m vrije slag · 26e 400m vrije slag                                                      |
| 2022 |                                                          | 100m vrije slag · 200m vrije slag         | 4e 100m vrije slag · 200m vrije slag · 31e 400m vrije slag | 100m vrije slag · 200m vrije slag · DNS finale 400m vrije slag · 11e 4x100m vrije slag | |
| 2023 |                                                          | 6e 100m vrije slag 4e 200m vrije slag     |                                                            |                                                                                        | 100m vrije slag · 4e 200m vrije slag · 7e 4x50m vrije slag · 6e 4x50m wisselslag · Popovici zwom enkel de series |
| 2024 | 100m vrije slag · 200m vrije slag                        | geen deelname                             | geen deelname                                              | 100m vrije slag · 200m vrije slag · 5e 4x100m vrije slag                               | |
| 2025 |                                                          | 100m vrije slag · 200m vrije slag         |                                                            |                                                                                        | 2 t/m 7 december                                                                                                 |

## Persoonlijke records
Bijgewerkt tot en met 2 augustus 2025
Kortebaan
| Afstand         | Tijd    | Datum            | Plaats    |
| --------------- | ------- | ---------------- | --------- |
| 50m vrije slag  | 21,30   | 5 december 2023  | Otopeni   |
| 100m vrije slag | 45,64   | 15 december 2022 | Melbourne |
| 200m vrije slag | 1.40,79 | 15 december 2022 | Melbourne |
| 400m vrije slag | 3.43,00 | 13 november 2022 | Otopeni   |

Langebaan
| Afstand         | Tijd     | Datum            | Plaats    |
| --------------- | -------- | ---------------- | --------- |
| 50m vrije slag  | 21,83    | 9 april 2025     | Otopeni   |
| 100m vrije slag | ER 46,51 | 31 juli 2025     | Singapore |
| 200m vrije slag | 1.42,97  | 15 augustus 2022 | Rome      |

1900: Frederick Lane ·
1968: Mike Wenden ·
1972: Mark Spitz ·
1976: Bruce Furniss ·
1980: Sergej Kopljakov ·
1984: Michael Groß ·
1988: Duncan Armstrong ·
1992: Jevgeni Sadovy ·
1996: Danyon Loader ·
2000: Pieter van den Hoogenband ·
2004: Ian Thorpe ·
2008: Michael Phelps ·
2012: Yannick Agnel ·
2016: Sun Yang  ·
2020: Thomas Dean ·
2024: David Popovici